# Wilfred Barbrooke Grubb
Wilfred Barbrooke Grubb, född 1865 nära Edinburgh, Skottland, död där i maj 1930, var en skotsk upptäcktsresande och missionär, verksam i Sydamerika i drygt tre decennier.

## Biografi
Wilfred Barbrooke Grubb kom 1884 att arbeta för South American Missionary Society (SAMS) och blev licensierad som lekmannaläsare i Church of England. I mars 1886 skickades han till den befintliga missionen på Falklandsöarna som lekmannakateket. Under tiden på Falklandsöarna träffade han och förlovade sig med Mary Ann Varder Bridges (1870-1922), vars far, Thomas Bridges (1842-1898), var en etablerad SAMS-missionär. De kunde dock inte gifta sig förrän 1901. Mary bodde sedan ibland i Chaco-regionen med Grubb, ibland i Skottland och ibland med sin familj i Tierra del Fuego (Eldslandet).
1889 skickades han till Paraguay för att följa upp det arbete bland urbefolkningen som startats av Adolfo Henricksen. Under 1890-talet lät han bygga olika missionsstationer i Chaco-regionen, som sträcker sig från Paraguayfloden i Brasilien västerut mot den omtvistade gränsen till Bolivia. Han kallades för "Livingstone of South America". Bland hans medarbetare fanns Andrew Pride (kom 1892), som ofta tjänstgjorde som fotograf, och Richard J. Hunt (kom 1894), som arbetade med språk och översättning.
Han företog olika resor till England, Skottland, Irland, Kanada och USA för att främja SAMS verksamhet. På en av dessa resor höll han tal vid den ekumeniska missionskonferensen i New York år 1900.
Under det andra decenniet av Grubbs arbete nådde han i Paraguay en höjdpunkt 1907 i och med etableringen av Makthlawaiya, en missionsstation avsedd att vara en "kristen koloni".
Grubb hade ett stort intresse för seder, hantverk, trosföreställningar och livsstilar hos de olika ursprungsfolken i Chaco-regionen. Men han hade också sina idéer om rashierarki och stämplade olika grupper som mer eller mindre "civiliserade" eller "intelligenta" än andra. Han uttryckte optimism vad gällde spridningen av den västerländska civilisationen i Sydamerika, dock tyckte han att det var de kristnas ansvar att förhindra skrupelfria affärsmän från att utnyttja ursprungsfolken eller införa laster som fylleri.
1921 lämnade han Sydamerika för sista gången och året därpå dog hans fru Mary. Han levde sedan med sina två döttrar, Bertha och Ethel, och dog i sitt hem nära Edinburgh i maj 1930.

## Familj
Wilfred Barbrooke Grubb var son till John Barbrooke Grubb (1824-1893) och Anna Mary Lang (1825-1916). Han hade fyra syskon - Harriet Bamford (1854-1922), Alfred Andrew Barbrooke Grubb (1856-1928), John Barbrooke Grubb (1859-1915) och Anna Blackburn (1868-1948). Han var gift med Mary Ann Varder Bridges (1870-1922) och de hade två döttrar - Bertha (1904-1966) och Ethel Mary (1909-1959).

## Etnografika
Ett 20-tal etnografiska föremål från Lengua-folket i Chaco-regionen, Paraguay, insamlade av Grubb, skänktes 1936 av en av hans döttrar, genom missionären John Arnott, Edinburgh, till etnografiska avdelningen på Göteborgs museum, sedermera Göteborgs etnografiska museum, idag Världskulturmuseet.